# Апостолически дворец
Апостолическият дворец е официалната резиденция на папата във Ватикана.

## Структура
Дворецът е разположен на север спрямо площада „Свети Петър“ и в близост до базиликата „Свети Петър“. Той представлява комплекс от сгради и включва папските апартаменти, Ватиканските музеи, Ватиканската библиотека и Сикстинската капела.
Дворецът разполага общо с 1400 стаи с обща площ от 55000 кв. м, и е една от най-големите сгради в света.

## История
Строежът на двореца започва на 30 април, 1589 г., при папа Сикст V и е продължен от неговите наследниците, папа Урбан VII (1521 - 1590), папа Инокентий XI (1611 - 1689) и папа Климент VIII (1536 - 1605).